# Anoplognathus punctulatus
Anoplognathus punctulatus är en skalbaggsart som beskrevs av Arthur Sidney Olliff 1890. Anoplognathus punctulatus ingår i släktet Anoplognathus och familjen Rutelidae. Utöver nominatformen finns också underarten A. p. insularis.